# Jadranka Fatur
Jadranka Fatur (Zagreb, 1949.), hrvatska akademska slikarica i esejistica. Najdosljednija je predstavnica hiperrealizma u Hrvatskoj.

## Životopis
Rodila se u Zagrebu 1949. godine. Godine 1969. završila je Školu primijenjene umjetnosti i dizajna. Slikarstvo je studirala od 1969. do 1974. na Akademiji likovnih umjetnosti u Zagrebu u klasi Miljenka Stančića. Prvi je put izlagala svoja djela 1972. godine. Surađivala je od 1973. do 1977. u majstorskoj radionici Krste Hegedušića odnosno poslije Ljube Ivančića. Bila je stipendisticom francuske vlade na sveučilištu École nationale supérieure des Beaux-Arts u Parizu. Studijski je putovala po Italiji, Francuskoj, SAD-u, Meksiku, Grčkoj, Nizozemskoj, Austriji, Njemačkoj, Mađarskoj i Argentini. Od 1978. zajedno sa suprugom Ratkom Petrićem, kiparom, radi u atelijeru u dvorcu Jakovlje u Hrvatskom zagorju. Zaposlila se 2004. na Akademiji likovnih umjetnost u Zagrebu, gdje se i poslije umirovila. Ukupno je izlagala na više od dvjesta skupnih i 24 samostalne izložbe u zemlji i inozemstvu. Djela su joj u muzejima i galerijama te u privatnim zbirkama diljem svijeta.
Višestruko je nagrađivana slikarica. Uz slikarski, ima i književni opus nadahnut mjestašcem Rudinom na Hvaru, odakle je njena mati. Književni opus čini joj pet prozno-esejističkih knjiga.
U Muzeju suvremene umjetnosti u Zagrebu, tijekom 2018.-2019. godine, održana je retrospektivna izložba Jadranke Fatur Potraga za stvarnošću – Jadranka Fatur i hiperrealno, autorice koncepta i kustosice izložbe Martine Munivrane. Suradnica i kustosica izložbe umjetnika mlađe i srednje generacije: Ana Škegro. Na izložbi su njeni radovi stavljeni u odnos odnos s radovima umjetnika američkog hiperrealizma te hrvatskih umjetnika i umjetnice mlađe i srednje generacije.

## Izložbe
- Potraga za stvarnošću – Jadranka Fatur i hiperrealno, Muzej suvremene umjetnosti, Zagreb, 11. studenog 2018. – 9. prosinca 2019.
- Vidljive, Muzej suvremene umjetnosti, Zagreb (MSU, Zagreb) 18. svibnja – 1. listopada, 2023.[3]